# Liga LEB 2 2001-02
La temporada 2001-02 de la LEB 2 fue la segunda edición de la segunda liga LEB organizada por la Federación Española de Baloncesto, tercera división en España. 

## Formato
- Liga regular: participaron 16 equipos y se inició el 14 de septiembre de 2001[1]para finalizar el 18 de abril de 2002.[1]Se utilizó el formato de round robin donde cada equipo jugó dos veces contra cada rival alternando la localía en 30 jornadas.
- Playoffs de ascenso: los ocho primeros clasificados los disputaron en eliminatorias de cuartos, semifinales y final para determinar los dos equipos que ascenderían a la Liga LEB. Los cuartos y semifinales se disputaron al mejor de cinco partidos y la final a dos partidos. Los ganadores de las semifinales conseguían el  ascenso deportivo a la Liga LEB y el vencedor en la final el título de campeón de la categoría.
- Playoffs de descenso: los disputaron los cuatro últimos clasificados en una eliminatoria al mejor de cinco partidos. Los dos equipos perdedores descenderían a la Liga EBA.

## Equipos por comunidad autónoma
| Comunidad autónoma   | N.º | Equipos                                                                                              |
| -------------------- | --- | --- |
| Andalucía            | 2   | CB Ciudad de Algeciras (Algeciras) El Ejido CB (El Ejido)                                            |
| Canarias             | 1   | UB La Palma (Santa Cruz de La Palma)                                                                 |
| Castilla-La Mancha   | 1   | Rayet Guadalajara (Guadalajara)                                                                      |
| Cataluña             | 3   | CB Tarragona (Tarragona) UDA Gramenet Condis (Santa Coloma de Gramenet) CB Valls Félix Hotel (Valls) |
| Comunidad Valenciana | 2   | Aguas de Valencia - Gandía (Gandía) CB Calpe-Aguas de Calpe (Calpe)                                  |
| Extremadura          | 3   | Plasencia Galco (Plasencia) Badajoz Caja Rural (Badajoz) Doncel La Serena (Villanueva de la Serena)  |
| Galicia              | 2   | Grupo AZ Ferrol (Ferrol) Redcom Porriño (Porriño)                                                    |
| País Vasco           | 2   | Basket Bilbao Berri (Bilbao) Datac GBC (San Sebastián)                                               |

## Liga Regular

### Clasificación
| Pos | Equipos                    | PJ | PG | PP | PF   | PC   | Ptos |                      |
| --- | -------------------------- | -- | -- | -- | ---- | ---- | ---- | -------------------- |
| 1   | Basket Bilbao Berri (C)    | 30 | 23 | 7  | 2648 | 2416 | 53   | Playoffs de ascenso  |
| 2   | CB Tarragona               | 30 | 22 | 8  | 2426 | 2254 | 52   | Playoffs de ascenso  |
| 3   | Aguas de Valencia - Gandía | 30 | 19 | 11 | 2588 | 2466 | 49   | Playoffs de ascenso  |
| 4   | UB La Palma                | 30 | 18 | 12 | 2465 | 2389 | 48   | Playoffs de ascenso  |
| 5   | CB Calpe-Aguas de Calpe    | 30 | 18 | 12 | 2387 | 2282 | 48   | Playoffs de ascenso  |
| 6   | CB Valls Félix Hotel       | 30 | 17 | 13 | 2421 | 2387 | 47   | Playoffs de ascenso  |
| 7   | Redcom Porriño             | 30 | 16 | 14 | 2525 | 2472 | 46   | Playoffs de ascenso  |
| 8   | Rayet Guadalajara          | 30 | 16 | 14 | 2575 | 2512 | 46   | Playoffs de ascenso  |
| 9   | Plasencia Galco            | 30 | 15 | 15 | 2513 | 2479 | 45   |                      |
| 10  | Badajoz Caja Rural         | 30 | 14 | 16 | 2380 | 2313 | 44   |                      |
| 11  | Datac GBC                  | 30 | 13 | 17 | 2415 | 2432 | 43   |                      |
| 12  | UDA Gramenet Condis        | 30 | 13 | 17 | 2351 | 2427 | 43   |                      |
| 13  | El Ejido CB                | 30 | 12 | 18 | 2380 | 2428 | 42   | Playoffs de descenso |
| 14  | Doncel La Serena           | 30 | 10 | 20 | 2438 | 2689 | 40   | Playoffs de descenso |
| 15  | CB Ciudad de Algeciras     | 30 | 8  | 22 | 2443 | 2654 | 38   | Playoffs de descenso |
| 16  | Grupo AZ Ferrol            | 30 | 6  | 24 | 2461 | 2816 | 36   | Playoffs de descenso |

(C) Campeón de la Copa LEB 2.

### MVP Liga Regular
- Melvin Simon (Grupo AZ Ferrol)

## Playoffs de ascenso
|  | Cuartos de final | Cuartos de final     | Cuartos de final | Cuartos de final  | Cuartos de final | Cuartos de final | Cuartos de final |                     |    | Semifinales | Semifinales | Semifinales | Semifinales | Semifinales | Semifinales | Semifinales |  |   | Final               | Final | Final | Final |  |
|  |                  |                      |                  |                   |                  |                  |                  |                     |    |             |             |             |             |             |             |             |  |   |                     |       |       |       |  |
|  |                  |                      |                  |                   |                  |                  |                  |                     |    |             |             |             |             |             |             |             |  |   |                     |       |       |       |  |
|  | 1                | Basket Bilbao Berri  | 91               | 93                | 88               |                  |                  |                     |    |             |             |             |             |             |             |             |  |   |                     |       |       |       |  |
|  | 1                | Basket Bilbao Berri  | 91               | 93                | 88               |                  |                  |                     |    |             |             |             |             |             |             |             |  |   |                     |       |       |       |  |
|  | 8                | Rayet Guadalajara    | 78               | 83                | 64               |                  |                  |                     |    |             |             |             |             |             |             |             |  |   |                     |       |       |       |  |
|  | 8                | Rayet Guadalajara    | 78               | 83                | 64               |                  | 1                | Basket Bilbao Berri | 87 | 95          | 103         | 79          |             |             |             |             |  |   |                     |       |       |       |  |
|  |                  |                      |                  |                   |                  |                  |                  | Basket Bilbao Berri | 87 | 95          | 103         | 79          |             |             |             |             |  |   |                     |       |       |       |  |
|  |                  |                      | 4                | UB La Palma       | 85               | 81               | 111              | 72                  |    |             |             |             |             |             |             |             |  |   |                     |       |       |       |  |
|  | 4                | UB La Palma          | 4                | UB La Palma       | 85               | 81               | 111              | 72                  | 78 | 74          | 91          | 83          | 95          |             |             |             |  |   |                     |       |       |       |  |
|  | 4                | UB La Palma          |                  |                   |                  |                  |                  |                     |    |             |             | 83          | 95          |             |             |             |  |   |                     |       |       |       |  |
|  | 5                | CB Calpe Aguas       | 76               | 98                | 78               | 89               | 87               |                     |    |             |             |             |             |             |             |             |  |   |                     |       |       |       |  |
|  | 5                | CB Calpe Aguas       | 76               | 98                | 78               | 89               | 87               |                     |    |             |             |             |             |             |             |             |  | 1 | Basket Bilbao Berri | 92    | 94    |       |  |
|  |                  |                      |                  |                   |                  |                  |                  |                     |    |             |             |             |             |             |             |             |  | 1 | Basket Bilbao Berri | 92    | 94    |       |  |
|  |                  |                      | 2                | CB Tarragona      | 87               | 91               |                  |                     |    |             |             |             |             |             |             |             |  |   |                     |       |       |       |  |
|  | 2                | CB Tarragona         | 2                | CB Tarragona      | 87               | 91               | 79               | 85                  | 86 |             |             |             |             |             |             |             |  |   |                     |       |       |       |  |
|  | 2                | CB Tarragona         |                  |                   |                  |                  |                  |                     |    |             |             |             |             |             |             |             |  |   |                     |       |       |       |  |
|  | 7                | Redcom Porriño       | 62               | 75                | 76               |                  |                  |                     |    |             |             |             |             |             |             |             |  |   |                     |       |       |       |  |
|  | 7                | Redcom Porriño       | 62               | 75                | 76               |                  | 2                | CB Tarragona        | 80 | 73          | 98          | 95          | 73          |             |             |             |  |   |                     |       |       |       |  |
|  |                  |                      |                  |                   |                  |                  |                  | CB Tarragona        | 80 | 73          | 98          | 95          | 73          |             |             |             |  |   |                     |       |       |       |  |
|  |                  |                      | 3                | Aguas de Valencia | 89               | 61               | 89               | 103                 | 63 |             |             |             |             |             |             |             |  |   |                     |       |       |       |  |
|  | 3                | Aguas de Valencia    | 3                | Aguas de Valencia | 89               | 61               | 89               | 103                 | 63 | 81          | 99          | 95          |             |             |             |             |  |   |                     |       |       |       |  |
|  | 3                | Aguas de Valencia    |                  |                   |                  |                  |                  |                     |    |             |             | 95          |             |             |             |             |  |   |                     |       |       |       |  |
|  | 6                | CB Valls Félix Hotel | 73               | 97                | 88               |                  |                  |                     |    |             |             |             |             |             |             |             |  |   |                     |       |       |       |  |
|  | 6                | CB Valls Félix Hotel | 73               | 97                | 88               |                  |                  |                     |    |             |             |             |             |             |             |             |  |   |                     |       |       |       |  |
|  |                  |                      |                  |                   |                  |                  |                  |                     |    |             |             |             |             |             |             |             |  |   |                     |       |       |       |  |

## Playoffs de descenso
|  | Semifinales | Semifinales      | Semifinales      | Semifinales      | Semifinales | Semifinales | Semifinales |    |                 | Descensos       | Descensos | Descensos |  |
|  |             |                  |                  |                  |             |             |             |    |                 |                 |           |           |  |
|  |             |                  |                  |                  |             |             |             |    |                 |                 |           |           |  |
|  | 13          | El Ejido CB      | 100              | 69               | 77          | 65          | 71          |    |                 |                 |           |           |  |
|  | 13          | El Ejido CB      | 100              | 69               | 77          | 65          | 71          |    |                 |                 |           |           |  |
|  | 16          | Grupo AZ Ferrol  | 62               | 76               | 65          | 71          | 65          |    |                 |                 |           |           |  |
|  | 16          | Grupo AZ Ferrol  | 62               | 76               | 65          | 71          | 65          |    | Grupo AZ Ferrol | Grupo AZ Ferrol | 2-3       |           |  |
|  |             |                  |                  |                  |             |             |             |    | Grupo AZ Ferrol | Grupo AZ Ferrol | 2-3       |           |  |
|  |             |                  | Doncel La Serena | Doncel La Serena | 0-3         |             |             |    |                 |                 |           |           |  |
|  | 14          | Doncel La Serena | Doncel La Serena | Doncel La Serena | 0-3         | 69          | 67          | 78 |                 |                 |           |           |  |
|  | 14          | Doncel La Serena |                  |                  |             | 69          | 67          | 78 |                 |                 |           |           |  |
|  | 15          | CBC Algeciras    | 74               | 98               | 104         |             |             |    |                 |                 |           |           |  |
|  | 15          | CBC Algeciras    | 74               | 98               | 104         |             |             |    |                 |                 |           |           |  |
|  |             |                  |                  |                  |             |             |             |    |                 |                 |           |           |  |

## Postemporada
Ascendieron a Liga LEB:
- Basket Bilbao Berri (Campeones).
- CB Tarragona (Subcampeones).

Descendieron de Liga LEB:
- Llobregat Centre Cornellà.
- Cajasur Córdoba (renunció a la LEB 2 y se inscribió en Liga EBA).

Descendieron a Liga EBA:
- Doncel La Serena.
- (  Grupo AZ Ferrol también en posiciones de descenso, continuó en la liga LEB 2 al ocupar vacantes).

Renunciaron a la LEB 2:
- UDA Gramenet Condis.
- Datac GBC.

Ascendieron desde la Liga EBA:
- CB Aracena.
- Ciudad de La Laguna
- Cerámica Leoni Castellón (al ocupar vacantes).
- Autocid Ford Burgos (al ocupar vacantes).

La LEB 2 continuaría  con 16 equipos en la siguiente temporada.

## Copa LEB 2
La disputaron los tres primeros clasificados al final de la primera vuelta, más el equipo anfitrión en el formato de Final A4. Este año se designó a Bilbao como sede de la Copa LEB 2, ejerciendo como equipo anfitrión el Basket Bilbao Berri que como había quedado primero en la primera vuelta, clasificó al CB Calpe-Aguas de Calpe que había terminado en el cuarto puesto.
|  | Semifinales             | Semifinales             | Semifinales         |                     |              | Final        | Final | Final |  |
|  |                         |                         |                     |                     |              |              |       |       |  |
|  |                         |                         |                     |                     |              |              |       |       |  |
|  | CB Tarragona            | CB Tarragona            | 73                  |                     |              |              |       |       |  |
|  | CB Tarragona            | CB Tarragona            | 73                  |                     |              |              |       |       |  |
|  | Rayet Guadalajara       | Rayet Guadalajara       | 68                  |                     |              |              |       |       |  |
|  | Rayet Guadalajara       | Rayet Guadalajara       | 68                  |                     | CB Tarragona | CB Tarragona | 74    |       |  |
|  |                         |                         |                     |                     | CB Tarragona | CB Tarragona | 74    |       |  |
|  |                         |                         | Basket Bilbao Berri | Basket Bilbao Berri | 84           |              |       |       |  |
|  | Basket Bilbao Berri     | Basket Bilbao Berri     | Basket Bilbao Berri | Basket Bilbao Berri | 84           | 80           |       |       |  |
|  | Basket Bilbao Berri     | Basket Bilbao Berri     |                     |                     |              | 80           |       |       |  |
|  | CB Calpe-Aguas de Calpe | CB Calpe-Aguas de Calpe | 66                  |                     |              |              |       |       |  |
|  | CB Calpe-Aguas de Calpe | CB Calpe-Aguas de Calpe | 66                  |                     |              |              |       |       |  |
|  |                         |                         |                     |                     |              |              |       |       |  |

Sede: Bilbao